# Galvanoplastika
Galvanoplastika (elektroformování, electroforming) je proces výroby kovových předmětů elektrolytickým nanášením na model, který musí mít speciální povrchovou úpravu, aby šel od konečného výrobku oddělit. Na rozdíl od galvanického pokovování může tloušťka naneseného materiálu dosahovat i několika milimetrů. Galvanoplastika umožňuje zhotovovat přesné kovové lisovací formy, které se využívají k výrobě různých předmětů, například vinylových gramofonových desek a CD.
Galvanoplastika je technologie známá a využívaná desítky let. Principem je elektroformování (z angl. „electroforming“) geometrických tvarů s využitím elektrochemického vylučování kovových povlaků na primární model. Využívá se principu elektrolýzy, ale vylučovány jsou vrstvy v tloušťce od desítek mikrometrů po několik milimetrů. Primární model bývá nejčastěji snímatelný (oddělením, vytavením, leptem), čímž vznikají precizní galvanoplastické otisky (galvana) či duté součásti (skořepiny), které jsou klasickými strojírenskými postupy mnohdy jen obtížně realizovatelné nebo nerealizovatelné.
Český název „galvanoplastika“ pochází ze shodného ruského výrazu (galvanoplastika, гальванопластика) a má vztah k původním aplikacím elektroformování v oblasti výtvarného umění. (Nemá nic společného s plasty, k čemuž český název svádí.) Sochy – a často i velmi rozměrné plastiky – jsou dodnes vyráběny vylučováním měděných povlaků na umělecky zpracované modely. Galvanoplastiku objevil německý a ruský učenec Moritz Hermann Jacobi v roce 1836.
Galvanoplastika se uplatňuje např. v následujících oblastech:
- strojírenství: nástroje a formy, měřidla, chladiče, výměníky, renovace strojních součástí, elektrody, brusné nástroje s kovovou matricí;
- elektrotechnika: mikrovlnné součástky (vlnovody), speciální vodivé struktury, chladiče, součásti elektronek, houbovité elektrody pro elektrochemické zdroje;
- fyzika: zrcadla, odražeče záření, optické komponenty, paraboly, stínicí prvky, targety pro vakuové technologie;
- hudební průmysl: nástroje k lisování CD a vinylových gramodesek;
- gumárenství: formy k lisování obuvi, hraček, gumových rukavic, speciálních těsnicích prvků, formy na výrobky s povrchem imitujícím přírodní materiál;
- automobilový průmysl: paraboly světlometů, formy k lisování palubních desek či kuliček řadicích pák, maskovací šablony;
- sklářský průmysl: formy, brusné nástroje s kovovou matricí;
- letecká a kosmická technika: spalovací komory raketových motorů, kompozitní materiály a pevnostní prvky.